# Думітріца Прісекарі
Думітріца Прісекарі (рум. Dumitrița Prisăcari; нар. 17 січня 1994) — молдовська футболістка, центральна захисниця одеського ЖФК «Сістерс».

## Клубна кар'єра
У 2010 році розпочала футбольну кар'єру в молдовському клубі «Норок», за який виступала до 2015 року. У серпні 2012 року у складі «Норока» зіграла в 3-ох єврокубкових матчах кваліфікаційного раунду Ліги чемпіонів УЄФА 2012/13 проти ПК-35, «Глазго Сіті» і «Осіека». У 2015 році провела 3 матчі в кваліфікаційному раунді Ліга чемпіонів 2015/16 проти «Осіека», «Суботиці» і «Бенфіки».
З 2016 року грала за румунський клуб «Хенію Прунду-Біргеулуй», потім два сезони (2017-2019) провела в команді «Університатя» (Галац). З 2019 по 2020 роки виступала за «Політехніку» (Тімішоара). У сезоні 2020/21 років грала за команду «Пірош Сек'юріті Лайонессіс» (провела 18 матчів, відзначилася 1 голом), з якої стала бронзовим призером чемпіонату Румунії.
22 липня 2021 року перейшла до українського клубу «Кривбас», який дебютував у Вищій лізі чемпіонату України сезону 2021/22. 31 липня 2021 року дебютувала за «Кривбас» в першому офіційному поєдинку клубу в матчі Вищої ліги проти «Восхода» (Стара Маячка) і відзначилася першим забитим м'ячем за новий клуб, зрівнявши рахунок у матчі на 53-ій хвилині — 1:1; таким чином стала автором першого в історії офіційного м'яча жіночої команди «Кривбас». На початку сезону 2023/24 перейшла до одеської команди «SeaSters», що дебютували в Першій лізі.

## Кар'єра в збірній
Виступала за жіночу молодіжну збірну Молдови (WU-19). З 2015 року виступає за збірну Молдови. У складі збірної брала участь у відбіркових турнірах до чемпіонату Європи 2017 року (10 матчів), чемпіонату світу 2019 року (9 матчів), чемпіонату Європи 2022 року (7 матчів) і чемпіонату світу 2023 року (2 матчі).

## Досягнення
«Пірош Сек'юриті Лайонессіс»
- Чемпіонат Румунії
  -  Бронзовий призер (1): 2020/21

«Кривбас»
- Чемпіонат України
  -  Срібний призер (1): 2022/23

«Сістерс»
- Перша ліга України
  -  Чемпіон (1): 2023/24